# Haukur Heiðar Hauksson
Haukur Heiðar Hauksson (født 1. september 1991 i Akureyri, Island), er en islandsk fodboldspiller (højre back). Han spiller for AIK Stockholm i Sverige.
Hauksson startede sin karriere i hjemlandet, hvor han spillede flere år hos henholdsvis KA Akureyri og KR Reykjavik. Han skiftede til AIK i januar 2015.

## Landshold
Hauksson har (pr. maj 2018) spillet syv kampe for Islands landshold. Han debuterede for holdet 19. januar 2015 i en venskabskamp mod Canada. Han var en del af den islandske trup, der nåede kvartfinalen ved EM 2016 i Frankrig, men var dog ikke på banen i turneringen.